# 波尔迪克 (旧市镇)
波尔迪克（法語：Pordic，法語發音：[pɔʁdik]）是法国阿摩尔滨海省的一个旧市镇，属于圣布里厄区。2016年，波尔迪克与市镇特雷梅卢瓦尔合并为新的波尔迪克。

## 地理
波尔迪克（48°34'13"N, 2°49'3"W）面积28.94 平方千米，位于法国布列塔尼大區阿摩尔滨海省，该省份为法国西北部沿海省份，位于布列塔尼半岛北部，北濒大西洋英吉利海峡，西接菲尼斯泰尔省，南至莫尔比昂省，东临伊勒-维莱讷省。
与波尔迪克接壤的市镇（或旧市镇、城区）包括：比尼克、普莱兰、朗蒂克、特雷戈默尔、特雷梅卢瓦尔、特雷米松、滨海比尼克埃塔布勒。

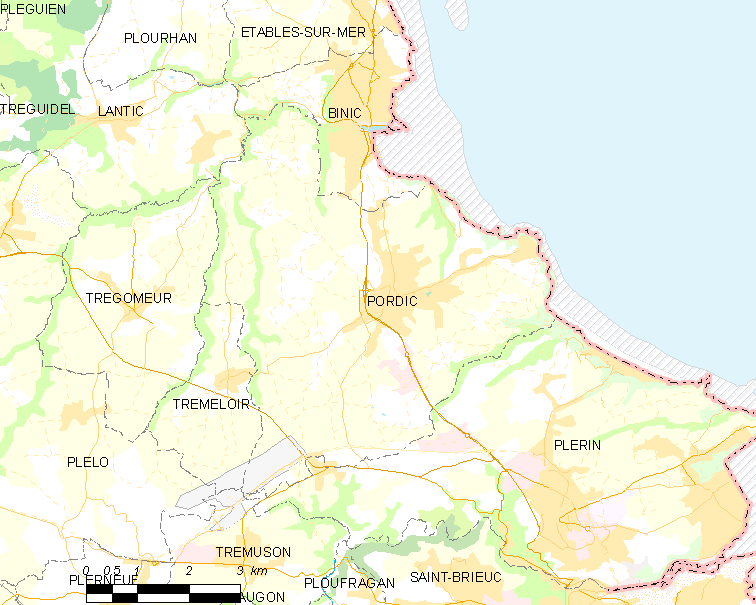
的OSM定位图

波尔迪克的时区为UTC+01:00、UTC+02:00（夏令时）。

## 行政
波尔迪克的邮政编码为22590，INSEE市镇编码为22251。

## 政治
波尔迪克所属的省级选区为普莱兰县。

## 人口

1962-2008年间人口变化图示

波尔迪克于2018年1月1日时的人口数量为6359人。